# Bebel Gilberto
Bebel Gilberto, nom amb què es coneix artísticament Isabel Gilberto de Oliveira (Nova York, 12 de maig de 1966) és una cantant, compositora i productora brasilera nascuda als Estats Units. És filla del compositor João Gilberto i de la cantant Miúcha, i neboda del músic i escriptor Chico Buarque i de les cantants Ana de Hollanda i Cristina Buarque, tots tres germans de Miúcha.

## Biografia
Gilberto va néixer a la ciutat de Nova York de pares brasilers, el pioner de la bossa nova João Gilberto i la cantant Miúcha, que vivien breument a la ciutat en el moment del seu naixement. Sovint viatjava amb el seu pare quan gravava discos a diferents països; va viure a Mèxic quan tenia tres anys i es va traslladar a Rio de Janeiro quan en tenia cinc. Els pares de Gilberto es van separar quan ella tenia set anys, i passava el temps entre Rio de Janeiro amb la seva mare i Nova York amb el seu pare. Gilberto ha estat actuant des de la seva joventut a Rio de Janeiro.
Gilberto recorda que la seva infantesa va ser "música sense parar"; quan reflexiona sobre la influència del seu pare, afirma: "Em va ensenyar a ser perfeccionista. Però la meva mare em va ensenyar a desprendre-me'n. I crec que avui dia ho pots escoltar a la meva música". Es va relacionar amb artistes populars com Caetano Veloso, David Byrne i Stan Getz, que sovint visitaven la casa del seu pare per col·laborar, així com músics de primer nivell com Milton Nascimento, Tom Jobim i João Donato; aquests coneguts la van estimular a desenvolupar l'interès per la música des de ben petita.
Va començar a cantar amb la seva mare de ben petita i va participar en musicals professionals adreçats a infants com Saltimbancos i Pirlimpimpim. Als set anys d'edat, va debutar en la gravació del primer àlbum en solitari de la seva mare, Miúcha & Antônio Carlos Jobim (1977); dos anys més tard, va actuar al Carnegie Hall amb la seva mare i Stan Getz.

## Carrera professional

### Inicis
Amb només disset anys, en parella amb Pedrinho Rodríguez, va gravar un disc amb obres de Geraldo Pereira. Però el seu debut professional en solitari va arribar el 1986 amb un EP homònim publicat per WEA que incloïa "Preciso dizer que te amo", una associació amb Cazuza i Dé Palmeira, quan tots dos formaven part de la banda de Barão Vermelho. El mateix any va veure la llum Há sempre um nome de mulher, en el qual va fer duet amb Miúcha a la peça "Jou-jou e balangandans".
A més d'"Eu preciso dizer que te amo", va compondre diverses cançons amb Cazuza com "Amigos de Bar", "Mais Feliz" i "Mulher sem Razão", i va ser molt amiga seva fins a la mort d'aquest a causa del VIH/sida el 1990.
L'any 1991 va deixar Ipanema, on va créixer, i es va traslladar a Manhattan. Allà es va donar a conèixer a l'escena musical de Nova York, on va treballar inicialment amb David Byrne i Arto Lindsay; posteriorment va col·laborar amb Gal Costa, Naná Vasconcelos i Laurie Anderson en un espectacle en honor a Carmen Miranda. A continuació, Gilberto va participar en el projecte Red Hot + Rio (1996), unint-se a grans estrelles de la música com Everything but the Girl, Maxwell, George Michael i d'altres per a l'enregistrament del CD. També va col·laborar en el CD Future Listening! (1994) de Towa Tei de Deee-Lite, cantant els èxits "Technova" i "Batucada", i va participar en Peeping Tom amb Mike Patton (cantant de Faith No More), interpretant "Caipirinha". Més tard va contribuir en la feina de Thievery Corporation i la parella Arling & Cameron, per aparèixer el 1998 al Carnegie Hall amb el seu pare. A finals de la dècada del 1990, Bebel Gilberto es va traslladar a Londres.

### Dècada del 2000
Tanto Tempo, un àlbum de bossa nova electrònica publicat l'any 2000, va ser popular a clubs d'arreu del món i va posicionar Gilberto com un dels artistes brasilers més venuts als Estats Units des de la dècada del 1960. El treball de gravació va vendre més d'un milió de còpies, i la revista francesa Les Inrockuptibles el va considerar com el millor disc de l'any. Després, Bebel Gilberto va fer una gira pels Estats Units, el Canadà i Europa. L'any 2001 la cantant va actuar en concert a l'Olympia de París i a la presentació del Prêmio Multishow de Música Brasileira al Teatre Municipal de Rio de Janeiro.
Amb el seu segon àlbum, Bebel Gilberto (2004), va perfeccionar el seu so per crear un estil de lounge acústic que va mostrar els seus punts forts com a compositora brasilera. L'obra va rebre una nominació al premi Grammy de 2005 en la categoria de Millor àlbum de world music contemporani. Com tres anys abans, la cantant també va alternar les gires europees amb la presència a la seva terra natal, a São Paulo i a Rio de Janeiro.
Amb Momento (2007), el seu tercer disc en set anys, va voler fer una fusió de tots dos. Barrejant el gust de l'Orquestra Imperial de Rio amb el gresol de les Brazilian Girls de Nova York, i seguint la direcció del productor anglès Guy Sigsworth (company de Madonna a "What It Feels Like for a Girl"), Momento va reafirmar el caràcter internacional de la música de Gilberto. El 2007, va ser jutge de la 6a edició dels Independent Music Awards per donar suport a les carreres d'artistes independents.
Gilberto va gravar el seu quart àlbum d'estudi, All in One (2009), a Nova York, Jamaica i l'estat brasiler de Bahia. Va ser publicat a tot el món el 29 de setembre de 2009, sota el segell de jazz estatunidenc Verve i al Brasil per Universal Music. El disc contenia composicions originals de la cantant i reinterpretacions de cançons d'altres artistes, com Bob Marley, Carlinhos Brown, João Gilberto i Stevie Wonder. És l'àlbum amb menys infusió electrònica dels seus àlbums, i posa a l'avantguarda més la personalitat i l'amor de Gilberto pels estils orgànics. All in One tenia un equip de productors destacats com Mark Ronson (Amy Winehouse, Lily Allen), John King (Dust Brothers, Beck), Daniel Jobim, Carlinhos Brown, Didi Gutman (Brazilian Girls) i Mario Caldato Jr. (Beastie Boys, Björk, Jack Johnson), i l'enginyer de so i productor va ser el seu marit Didiê Cunha.

### 2010–present
Gilberto també va aportar la veu de l'ocell Eva a la pel·lícula d'animació Rio (2011), una experiència que ella va qualificar d'"increïble".
El 2011, va contribuir amb un tema titulat "Acabou Chorare" a l'àlbum benèfic més recent de la Red Hot Organization, Red Hot+Rio 2; l'àlbum és un seguiment del Red Hot+Rio de 1996. Els beneficis de les vendes es van destinar a conscienciar i recaptar diners per lluitar contra la sida/VIH i qüestions socials i de salut relacionades.
Va ser convidada per la cadena de televisió NBC per actuar a l'edició de Miss Univers 2011, que es va celebrar a São Paulo i es va retransmetre a més de 1.500 milions de persones en més de 190 països; va cantar-hi el seu èxit "Close Your Eyes".
El 2013, Bebel va publicar el seu primer DVD, Bebel Gilberto in Rio, que va ser produït pel seu segell Bebelucha i distribuït al Brasil per Biscoito Fino. El DVD va competir pel premi al millor DVD al 2n Prêmio Contigo - MPB Fm. El mateix any, Bebel Gilberto va ser a Roma juntament amb altres artistes brasilers i italians, en una vetllada per celebrar el centenari del naixement de Vinícius de Moraes.
Des de la sortida al mercat de Tanto Tempo l'any 2000 fins al 2014, Gilberto havia venut més de 2,5 milions de discos i havia aparegut en set bandes sonores de pel·lícules com Next Stop Wonderland (1998), Closer (2004), The Bubble (2006), Eat Pray Love (2010) i Rio (2011); i set sèries de televisió, entre les quals hi ha Sex and the City, Six Feet Under i Nip/Tuck.
L'any 2014 es va publicar Tudo, un àlbum que també conté una cover de Neil Young. El disc inclou la cançó homònima que el 2015 va rebre una nominació als 16ns premis Grammy Llatins en la categoria de Millor cançó brasilera. El 2017 va fer un espectacle al Cine Theatro Brasil Vallourec de Belo Horizonte per presentar les cançons del disc; va actuar acompanyada per un músic a la guitarra acústica i un altre a la percussió.
L'any següent, la cantant va ser un dels jutges de l'episodi centrat en la cuina brasilera del reality show de Netflix The Final Table. Al seu costat hi van participar el periodista Josimar Melo i la model Alessandra Ambrosio.
El 2019 va fer una gira internacional amb actuacions a Portugal, Itàlia, Índia, Estats Units, Anglaterra, Grècia i França.
Sis anys després de l'última producció discogràfica, la cantant, en un moment difícil de la seva vida per la mort dels seus pares, va tornar a l'estudi d'enregistrament per gravar les onze cançons que conformen el disc publicat l'agost de 2020 i titulat Agora, el seu sisè àlbum d'estudi. El disc va rebre una nominació als premis Grammy de 2021 en la categoria de Millor àlbum de música global.
Quan va finalitzar Agora va començar a treballar en un àlbum de tribut al seu pare.

## Vida personal
El 27 de febrer de 2010 va casar-se en una cerimònia privada a la platja de Trancoso (Bahia) amb l'enginyer de so Didiê Cunha, amb qui vivia a Nova York i de qui es va divorciar quatre anys més tard. Aquest trencament va ser la font d'inspiració de part de les cançons del disc Tudo (2014), produït per Cunha. El desembre del mateix any, Gilberto va dur el seu exmarit davant dels tribunals de Rio de Janeiro acusant-lo d'haver malversat 54.969,39 R$.
Entre el 2018 i el 2019, la cantant va patir la pèrdua dels pares i de la seva amistat més propera; primer ho va fer el seu millor amic, que va patir un atac de cor mentre parlàven per telèfon, després Miúcha, la seva mare, va finar el desembre a causa d'un càncer pulmonar, i el juliol de l'any següent ho va fer João Gilberto, el seu pare. Aquell any va traslladar la seva residència a Rio de Janeiro per estar a prop de la seva família.
Segons l'artista, les seves influències principals van ser els seus pares, Chico Buarque, Caetano Veloso, Gilberto Gil, Cazuza, Prince i Michael Jackson. En una entrevista de 2022, Gilberto va parlar dels discs que més l'havien marcat: Secret Life of Plants (1979) de Stevie Wonder, ja de ben petita; les bandes sonores de les pel·lícules Blade Runner (1982), de Vangelis, i Manhattan (1979), amb temes de George Gershwin, i l'àlbum homònim de João Gilberto, de 1973.

## Discografia
La seva discografia principal està formada pels següents àlbums:
Àlbums d'estudi
- 1983: Um Certo Geraldo Pereira. Amb Pedrinho Rodrigues. Funarte. Atração.[28]
- 1991: De Tarde, Vendo O Mar. Amb Luizão Maia & Banzai.
- 2000: Tanto Tempo. Ziriguiboom.
- 2004: Bebel Gilberto. Ziriguiboom.
- 2007: Momento. Ziriguiboom.
- 2009: All in One. Verve Records.
- 2014: Tudo. Sony.
- 2020: Agora. Pias.

Altres
- 1986: Bebel Gilberto – EP. Warner Jazz.
- 2001: Tanto Tempo Remixes. Ziriguiboom.
- 2003: Tanto Tempo (edició remix especial). EastWest Records.[29]
- 2005: Bebel Gilberto Remixed. Ziriguiboom.
- 2007: Bring Back The Love — Remixes EP 1 (només digital)
- 2007: Bring Back The Love — Remixes EP 2 (només digital)
- 2008: Live Session – EP (només digital)
- 2017: Live at the Belly Up – EP[21]

## Filmografia
| Any  | Títol                | Personatge | Notes                                                             | Ref.          |
| ---- | -------------------- | ---------- | ----------------------------------------------------------------- | ------------- |
| 1982 | Pirlimpimpim         | Narizinho  | Telefilm                                                          | [ 30 ]        |
| 1986 | Ópera do Malandro    | Bebel      |                                                                   | [ 31 ]        |
| 1986 | A Cor do Seu Destino |            |                                                                   | [ 32 ]        |
| 2011 | Rio                  | Eva        | Veu                                                               | [ 32 ]        |
| 2012 | Reis e Ratos         | Banda      |                                                                   | [ 33 ]        |
| 2014 | Rio, I Love You      | Cupido     | Segment "Acho que Estou Apaixonado". També va fer de compositora. | [ 30 ] [ 32 ] |
| 2014 | Rio 2                | Eva        | Veu                                                               | [ 32 ]        |
| 2017 | New Vague City       |            | Sèrie de televisió                                                | [ 34 ]        |